# Nörd-Bergtjärnen
Nörd-Bergtjärnen är en sjö i Älvsbyns kommun i Norrbotten och ingår i Piteälvens huvudavrinningsområde.